# 栓壳红山茶
栓壳红山茶（学名：Camellia phellocapsa）为山茶科山茶属的植物。分布在中国大陆的湖南等地，生长于海拔550米的地区，多生长于山地，目前尚未由人工引种栽培。